# Wesley Charles Salmon
Wesley Charles Salmon (9 de agosto de 1925 - 22 de abril de 2001) foi um filósofo americano da ciência conhecido por seu trabalho sobre a natureza das explicações científicas .  Ele também trabalhou na teoria da confirmação, tentando explicar como a teoria da probabilidade via lógica indutiva pode ajudar a confirmar e escolher hipóteses. Ainda mais proeminentemente, Salmon era realista sobre causalidade nas explicações científicas, embora sua explicação realista sobre causalidade tenha atraído muitas críticas. Seus livros sobre a explicação científica foram marcos da filosofia da ciência do século XX,  sendo reconhecido por solidificar a importância da causalidade na explicação científica. 
Sob a influência do empirismo lógico, especialmente do trabalho de Carl Hempel sobre o modelo de explicação científica  "covering law" (lei de cobertura), a maioria dos filósofos consideravam as explicações científicas como regularidade, mas não como causas. Para substituir o modelo estatístico-indutivo  do modelo de lei de cobertura, Salmon introduziu o modelo de relevância estatística,  e propôs o critério especificidade máxima estrita para complementar o outro componente do modelo de lei de cobertura, o dedutivo-nomológico.  No entanto, Salmon considerou que os modelos estatísticos eram apenas estágios iniciais e que as regularidades legais eram insuficientes nas explicações científicas.  Salmon propôs que a maneira da explicação científica é uma explicação causal / mecânica.

## Carreira acadêmica
Salmon frequentou a Wayne State University, em 1947 mestrou-se  pela Universidade de Chicago. Em 1950 adquiriu um PhD na área de filosofia pela UCLA. Participou do corpo docente da Brown University de 1955 a 1963, quando ingressou no Departamento de História e Filosofia da Ciência da Universidade de Indiana Bloomington até 1973, quando mudou-se para o Arizona.  Em 1981, Salmon deixou a Universidade do Arizona para ingressar no Departamento de Filosofia da Universidade de Pittsburgh,  onde foi professor até 1983, quando sucedeu Carl Hempel .  Salmon aposentou-se em 1999.  
Salmon é autor de mais de 100 artigos. Por décadas, seu livro introdutório Logic foi um livro padrão da área amplamente utilizado, ele foi reeditado e traduzido para vários idiomas, incluindo chinês, francês, alemão, italiano, japonês e espanhol.  Salmon foi presidente da Associação de Filosofia da Ciência de 1971 a 1972 e presidente da Divisão do Pacífico da American Philosophical Association de 1977 a 1978.  Na Itália. De 1998 a 1999, foi presidente da União Internacional de História e Filosofia da Ciência, patrocinada pela UNESCO .  Salmon era membro da Academia Americana de Artes e Ciências . Em 2001, viajando com sua esposa Merilee, também filósofa da ciência, Wesley Salmon morreu em um acidente de carro.

### Artigos científicos
- Fetzer, James H. (2002). «In Memoriam: Wesley C. Salmon (1925-2001)». Synthese. 132 (1-3). doi:10.1023/A:1019636429609
- Grünbaum, Adolf (2001). «Memorial minutes: Wesley C. Salmon, 1925-2001». Delaware. Proceedings and Addresses of the American Philosophical Association. 75 (2): 125-127

### Artigos de Jornal
- Grünbaum, Adolf (3 de maio de 2001). «Obituary: Wesley C. Salmon». University Times. Pittsburgh. Consultado em 16 de julho de 2020
- Lewis, Paul (4 de maio de 2001). «Wesley C. Salmon, 75, Theorist In Realm of Improbable Events». New York Times. New York. Consultado em 16 de julho de 2020

### Livros
- Bechtel, William (2006). Discovering Cell Mechanisms: The Creation of Modern Cell Biology. New York: Cambridge University Press. pp. 24–25
- Crupi, Vincenzo (2014). «Confirmation». The Stanford Encyclopedia of Philosophy. Stanford: Stanford University Press
- Dowe, Phil (2008). «Causation Process». The Stanford Encyclopedia of Philosophy. Stanford: Stanford University Press
- Fetzer, James H. (2000). «The paradoxes of Hempelian explanation». Science, Explanation, and Rationality: Aspects of the Philosophy of Carl G. Hempel. Oxford: Oxford University Press. 384 páginas. ISBN 9780195352917
- Woodward, James (1988). «Book review: Wesley Salmon, Scientific Explanation and the Causal Structure of the World"». Noûs. 22 (2): 322-324. doi:10.2307/2215867

### Páginas da Web
- Lugar, Lance (2011). «Biography». Special Collections Department. Wesley C. Salmon Papers. University of Pittsburgh. Consultado em 12 de março de 2014